# بال‌پرنده‌ای مگلان
بال‌پرنده‌ای مگلان (نام علمی: Troides magellanus) نام یک گونه از تیره پروانه‌های دم‌چلچله‌ای است.